# Gånggriften vid Lunden

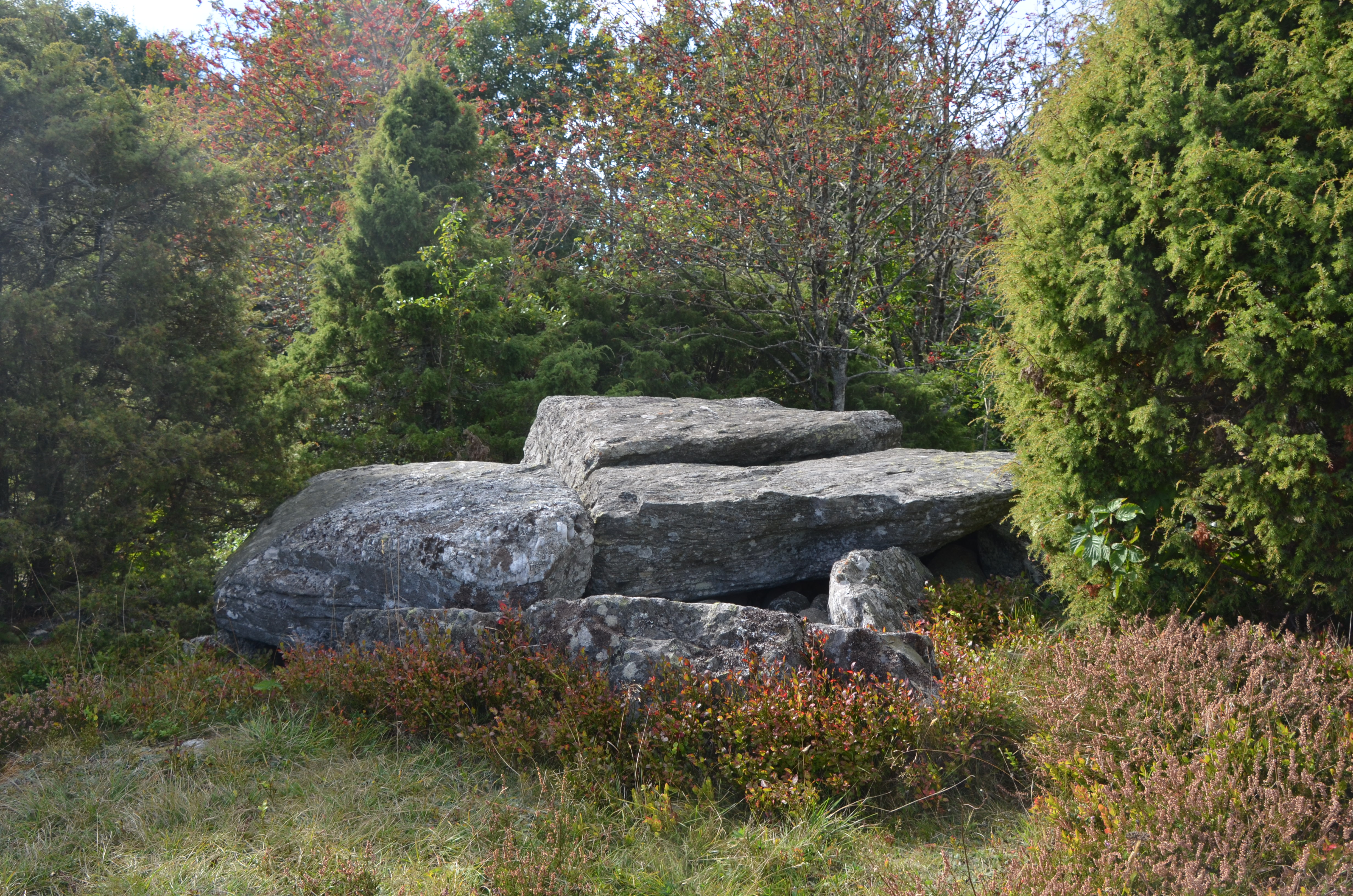
Lundendösen.

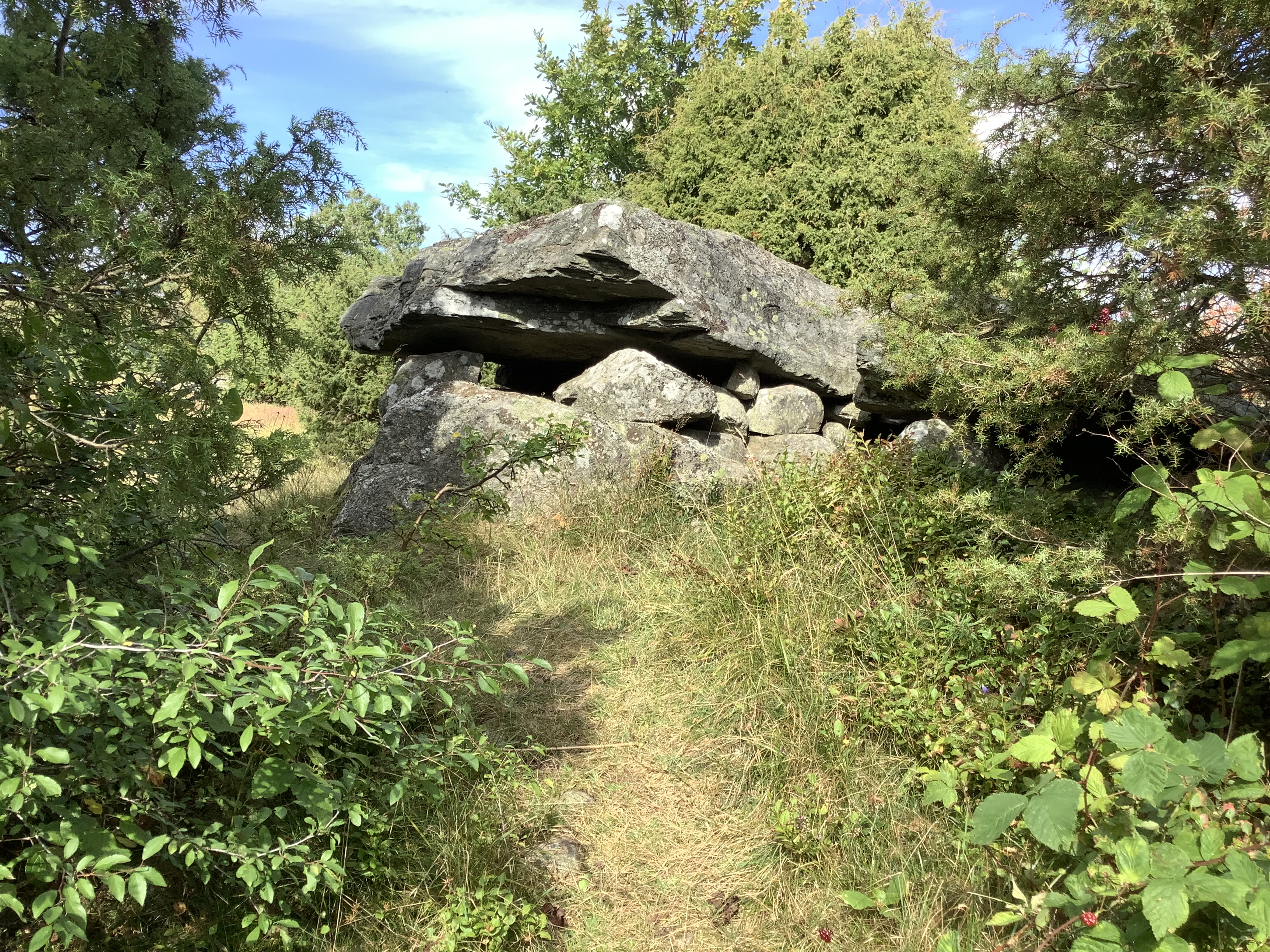
Lundendösen.

Gånggriften vid Lunden är en dös i Tegneby socken i Orusts kommun.
Dösen är från tidig mellanneolitisk tid, omkring år 3 200 före Kristus. Graven ligger på 45 meters höjd över havet. Detta innebär att den under neolitisk tid låg omkring 25 meter över havsytan och på betydligt mindre avstånd från havet. Det finns spår av en neolitisk bosättning omkring 200 meter från graven. 
Gånggriften ligger på en mindre höjd och består av en gravkammare på knappt två gånger två meter, bestående av stora naturliga stenblock, vilka också täcker graven. Genom en hög med tio meters diameter löper en ungefär tre meter lång entrégång till gravkammaren, vilken medger nya begravningar.   
Det har gjorts fynd i området kring gången in i gånggriften, vilka pekar mot att rituella offer gjorts. Keramikkärl har krossats, och arkeologerna har konstaterat att bortåt 400 fragment härrör från ett tjugotal kärl, många av dem dekorerade. Även i kammaren fanns en del keramikskärvor. 
Arkeologen Gabriel Wilhelm Ekman och hans arbetslag fann stenartefakter i gravkammaren, till exempel delar av en spjutspets och en pilspets i flinta, en dubbeleggad skafthålsyxa samt sex bärnstenspärlor. 
Wilhelm Ekman, då 33 år gammal, förolyckades i samband med undersökningen av gånggriften i september 1915. En minnessten över Wilhelm Ekman restes 1915 nära megalitgraven.

## Bilder

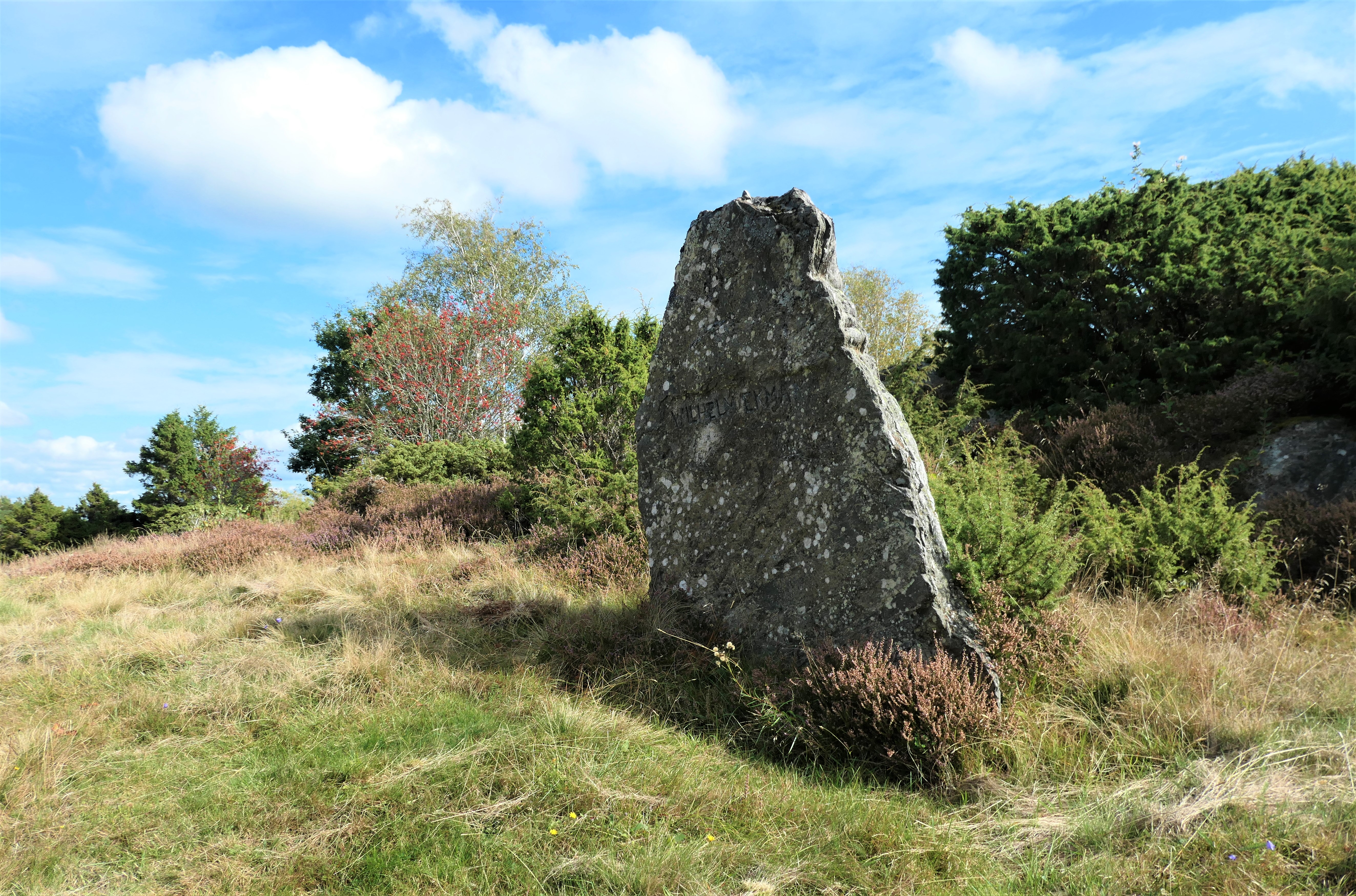
Minnesstenen över Wilhelm Ekman.